# 黄乃裳黄乃模墓
黄乃裳黄乃模墓，位于中国福建省福州市闽清县坂东镇湖头村，是著名爱国华侨、砂拉越“新福州”詩巫的开垦者黄乃裳和甲午海战中牺牲的致远舰副管带、黄乃裳三弟黄乃模，以及他们的父亲黄景岱的合葬墓。

## 历史
该墓葬原是光绪丁酉科拔贡黄景岱的墓地，先后于清朝光绪二十六年（1900年）、民国13年（1924年）安葬他的三子黄乃模、长子黄乃裳两人。黄乃模于甲午战争时任致远舰副管带，在海战中牺牲，光绪二十六年（1900年）朝廷钦赐衣冠冢。黄乃裳是著名爱国华侨，曾参与公车上书、戊戌变法、辛亥革命等运动，率领福州移民开垦婆羅洲砂拉越的诗巫（新福州），1924年去世后附葬于此墓。
1982年，该墓葬以黄乃裳、黄乃模墓的名义入选第二批闽清县文物保护单位，1991年4月17日被公布为第三批福建省文物保护单位，类型为古建筑及历史纪念建筑物，历史年代为清、民国。:347。

## 建筑
该墓葬平面呈凤字形，依山势而建，三合土构筑，面宽12.8米，进深36.2米，占地463.36平方米，三进六埕，第1埕左右各竖2对旗杆石，分别刻有“光绪甲午科举人黄乃裳”、“光绪丁酉科拔贡黄景岱”字样，第2埕围屏中作花饰漏孔，左右各有3级台阶，第3埕两侧各有一尊三合土材质的卧狮造像，造像外竖有1对高4米的石望柱，石望柱上所刻的楷书阴刻文字为“清钦赐恤银祭葬大东沟殉难世袭罔替臣黄乃模”、“光绪庚子年北洋水师游击黄公乃模附葬衣冠处”，第6埕为墓室和墓碑，墓碑以须弥座为底，上端平沿，碑文由陈宝琛所题写。